# Barrière Sainte-Marie
La barrière Sainte-Marie est une barrière d'octroi de l'enceinte des Fermiers généraux à Paris, en France.

## Situation
La barrière Sainte-Marie était à l’emplacement de l’actuel square de Yorktown entre la barrière de Passy sur le quai à 910 mètres et la barrière de Longchamp à 500 mètres au débouché de la rue de Longchamp.
Entre la barrière de Passy et la barrière Sainte-Marie, le mur d’octroi longeait le quai (quai des Bons-hommes, du nom du couvent proche, quai de Billy à partir de 1807) du côté opposé au fleuve (immeubles de l’actuelle avenue de New-York) de la rue de la Montagne (rue Beethoven) à l'actuelle rue Le Nôtre et un peu au-delà dans les actuels jardins du Trocadéro puis formait un angle droit pour escalader la colline de Chaillot parallèlement à l’actuelle rue Le Tasse. Dans cette montée, le mur passait à la limite entre le domaine du couvent de la Visitation de Chaillot (qui s’étendait sur les actuels jardins du Trocadéro) et celui du couvent des Minimes.
Sur ce parcours, le mur n’était longé que par un chemin de ronde intérieur, le relief escarpé ne permettant pas d’aménager un boulevard extérieur contrairement aux autres parties de l’enceinte.
Une place en demi-lune s’étendait à la sortie de la barrière à la rencontre de la rue Vineuse et de la rue Franklin sur le territoire de l'ancienne commune de Passy. À partir de cette place jusqu’à la barrière de Lonchamp, qui était située à l’emplacement du croisement de la rue de Longchamp et de l'avenue Kléber, le mur était longé, outre le chemin de ronde intérieur, par un boulevard extérieur nommé « boulevard Sainte-Marie » puis « boulevard de Longchamp ».
La barrière donnait accès à l’intérieur de Paris à une voie qui longeait le domaine du couvent de la Visitation, supprimé en 1790, dont les terrains vendus comme biens nationaux dans les années 1790 ont été rachetés par l’État de 1811 à 1813 pour le projet abandonné de construction du palais du roi de Rome. Cette voie qui était un très ancien chemin visible sur le plan de l’abbé Delagrive de 1740 reliant le village de Chaillot au village de Passy fut nommée « rue de Lübeck » en 1806.

## Origine du nom
La barrière tire son nom du couvent de la Visitation Sainte-Marie à proximité, supprimé peu après la création du mur.

## Description
La barrière comportait deux bâtiments aux façades ornées de cintres.

## Historique
À la construction du mur, la « barrière Sainte-Marie » était la seule ouverte entre les barrières de Passy et de Longchamp.
Au début du Premier Empire, la « barrière Franklin » fut ouverte au débouché d’une nouvelle rue, nommée rue Neuve-des-Minimes » ou « rue neuve des Bons-Hommes », autre nom de cette communauté, à l’emplacement de l’église de l’ancien couvent des Minimes détruite en 1794 et sur les terrains du domaine de l'ancien couvent. La barrière Franklin se trouvait dans les actuels jardins du Trocadéro un peu au-delà de l’actuelle rue Le Nôtre dans le prolongement de la rue Chardin.
Cette ouverture du mur permettait de rejoindre le quai à proximité du pont d'Iéna. La commune de Passy demanda vers 1830 l'aménagement d'une voie sur ce parcours.
Une nouvelle barrière fut créée en 1847 à l’ouverture de la rue Delessert située parallèlement et au-dessus de la rue Neuve-des-Minimes. La création de cette barrière, nommée « barrière des Batailles », dans le prolongement de la rue éponyme qui gagnait le quartier de l’ancien village de Chaillot entraîna la suppression de la barrière Franklin.
En 1845, la barrière Sainte-Marie fut fermée et remplacée par une nouvelle barrière nommée « barrière d'Iéna » à l’emplacement du débouché de l’avenue d’Eylau sur l’actuelle place du Trocadéro.
Cette barrière sera supprimée en 1860 lors du report de l’octroi du mur des Fermiers généraux à l’enceinte de Thiers.
La partie de la rue de Lübeck débouchant sur la barrière Sainte-Marie disparut au cours des années suivant sa fermeture dans les travaux de nivellement de la colline de Chaillot pour l’aménagement de l’actuelle place du Trocadéro.

Évolution du site de la barrière Sainte-Marie et de ses environs de 1790 à 1859
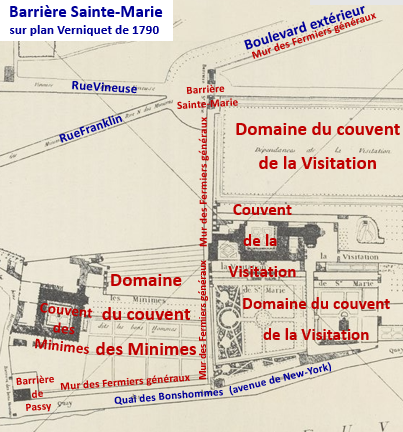
La barrière Sainte-Marie en 1790.
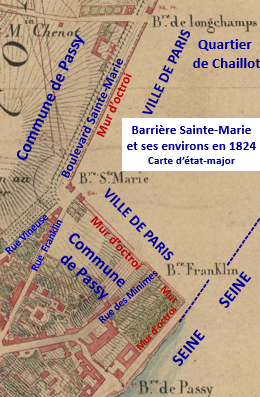
La barrière Sainte-Marie en 1824.
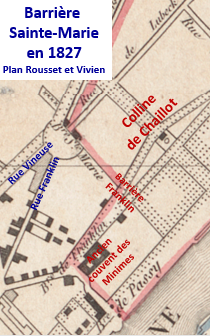
La barrière Sainte-Marie en 1827.
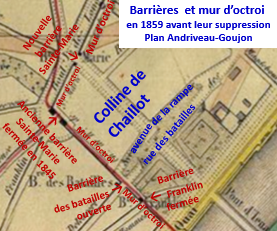
La barrière Sainte-Marie en 1859.